# Patagonotothen
Patagonotothen és un gènere de peixos pertanyent a la família dels nototènids que es troba al Pacífic sud-oriental, l'Atlàntic sud-occidental i l'Antàrtic: la Patagònia xilena i argentina, les illes Malvines, l'estret de Magallanes, la Terra del Foc i l'illa de Geòrgia del Sud.

## Estat de conservació
Tan sols Patagonotothen cornucola, Patagonotothen kreffti i Patagonotothen thompsoni apareixen a la Llista Vermella de la UICN.

## Taxonomia
- Patagonotothen brevicauda (Lönnberg, 1905)[6]
  - Patagonotothen brevicauda brevicauda (Lönnberg, 1905)
  - Patagonotothen brevicauda shagensis (Balushkin & Permitin, 1982)[7][8]
- Patagonotothen canina (Smitt, 1897)[9]
- Patagonotothen cornucola (Richardson, 1844)[10]
- Patagonotothen elegans (Günther, 1880)[11]
- Patagonotothen guntheri (Norman, 1937)[12]
- Patagonotothen jordani (Thompson, 1916)[13]
- Patagonotothen kreffti (Balushkin & Stehmann, 1993)[14]
- Patagonotothen longipes (Steindachner, 1876)[15]
- Patagonotothen ramsayi (Regan, 1913)[16][17]
- Patagonotothen sima (Richardson, 1845)[10]
- Patagonotothen squamiceps (Peters, 1877)[18]
- Patagonotothen tessellata (Richardson, 1845)[19][20]
- Patagonotothen thompsoni (Balushkin, 1993)[21]
- Patagonotothen wiltoni (Regan, 1913)[16][22][23][24][25][26][27]